# Gobierno Federal de Brasil
El Gobierno federal de Brasil (también llamado en ese país como "Unión Federal") es una persona jurídica de derecho público interno, entidad federativa autónoma con relación a los estados, municipios y el Distrito Federal, con competencias administrativas y legislativas determinadas por la Constitución. La Unión no debe confundirse con la República Federativa de Brasil sino que forma parte de ella. Es decir, la República Federativa es el conjunto compuesto tanto por la Unión Federal como por los estados, el distrito federal y los municipios conforme lo define el artículo 18° de la Constitución Federal del Brasil:

Art. 18. A organização político-administrativa da República Federativa do Brasil compreende a União, os Estados, o Distrito Federal e os Municípios, todos autônomos, nos termos desta Constituição.
Art. 18: La organización político-administrativa de la República Federativa del Brasil comprende la Unión, los Estados, el Distrito Federal y los Municipios, todos autónomos en los términos de esta Constitución.

No obstante ello, es la Unión la que representa en sus relaciones internacionales a la República Federativa de Brasil ante otros Estados soberanos.
La Unión esta constituida por tres poderes: el ejecutivo, el legislativo y el judicial. El Ejecutivo tiene como mandatario al presidente quien es asesorado por un gabinete de ministros. El presidente es tanto el jefe de Gobierno como el jefe de Estado, y es el responsable de los intereses de la Administración Federal en todo el territorio brasileño.
La sede del gobierno federal es la ciudad de Brasilia. En Brasil la palabra Brasilia, puede indicar tanto la ciudad o al gobierno federal.

## Antecedentes
Como persona jurídica de derecho público, la Unión sucedió a la Corona, que representaba al Imperio del Brasil interna y externamente, luego de la proclamación de la República.
La República Federativa de Brasil es una república federativa presidencialista y constitucional conforme a la forma adoptada en 1889. En el plebiscito realizado el 21 de abril de 1993, reglamentado en la Enmienda Constitucional n.º 2 del 25 de agosto de 1992, se mantuvieron la república y el presidencialismo, como forma y sistema de gobierno, respectivamente..